# Henry Lambron de Lignim
Henry Lambron de Lignim, né Henry Lambron à Tours le 19 messidor an VII (7 juillet 1799) et mort à Saint-Cyr-sur-Loire le 9 mai 1863, est un historien français spécialiste de la généalogie et de l'héraldique.

## Biographie
Henry Lambron naît à Tours le 19 messidor an VII (7 juillet 1799) ; ses parents sont Jean-François Lambron, issu d'une famille auvergnate établie en Touraine depuis le XVe siècle, et Rosalie-Marie Bon de Lignim. Après la mort de son oncle Henri-Antoine Bon de Lignim en 1856, Henry Lambron ajoute à son nom celui de Lignim.
Légitimiste, il est garde du corps de Louis XVIII et de Charles X jusqu'à l'abdication de ce dernier en 1830. Il s'installe alors en Touraine où il conduit des études historiques sur la généalogie et l'héraldique des grandes familles tourangelles. Il est nommé co-secrétaire du congrès de la société française pour la conservation des monuments historiques en 1847.
Il fait partie des premiers membres de la Société archéologique de Touraine, dont il assure la présidence de 1859 à 1862, après en avoir été vice-président en 1858-1859. Il engage de nombreuses recherches pour rédiger un armorial général de France, mais ses publications restent partielles (maires d'Orléans et de Tours, archevêques de Tours), faute de temps.
Henry Lambron de Lignim meurt à Saint-Cyr-sur-Loire le 9 mai 1863 à l'âge de 63 ans.

## Publications
Dans le Dictionnaire biographique de Touraine qu'il publie en 1990, l'historien Michel Laurencin consacre une notice à Henry Lambron de Lignim où il recense plus de vingt articles, ouvrages ou collaborations.
- Armorial des maires de Tours, Tours, Lescène et Laurent, 1847, 84 p.
- Armorial des maires de la ville d'Orléans, Tours, Lescène, 1851, 11 p.
- « Armorial des archevêques de Tours », MSAT, VI, 1854 p. 11-22

## Pour en savoir plus